# Iris Varela
María Iris Varela Rangel (San Cristóbal, 9 de marzo de 1969) es una abogada y política venezolana. En reiteradas ocasiones ha sido la ministra del Poder Popular para el Servicio Penitenciario de Venezuela. Actualmente es diputada de la Asamblea Nacional de Venezuela. También es la jefa de la delegación de Venezuela ante el Parlasur, el Parlatino y la Unión Interparlamentaria Mundial.
Abogada de la Universidad Católica del Táchira con especialidades en derecho constitucional, derecho procesal penal, nuevo proceso penal en sistema acusatorio y estudios en criminalística; izquierdista, militante e integrante de la directiva del Partido Socialista Unido de Venezuela (PSUV), antigua aliada del difunto presidente Hugo Rafael Chávez Frías y exmiembro de las Asambleas Nacionales Constituyentes de Venezuela de 2017 y de 1999.

## Vida política

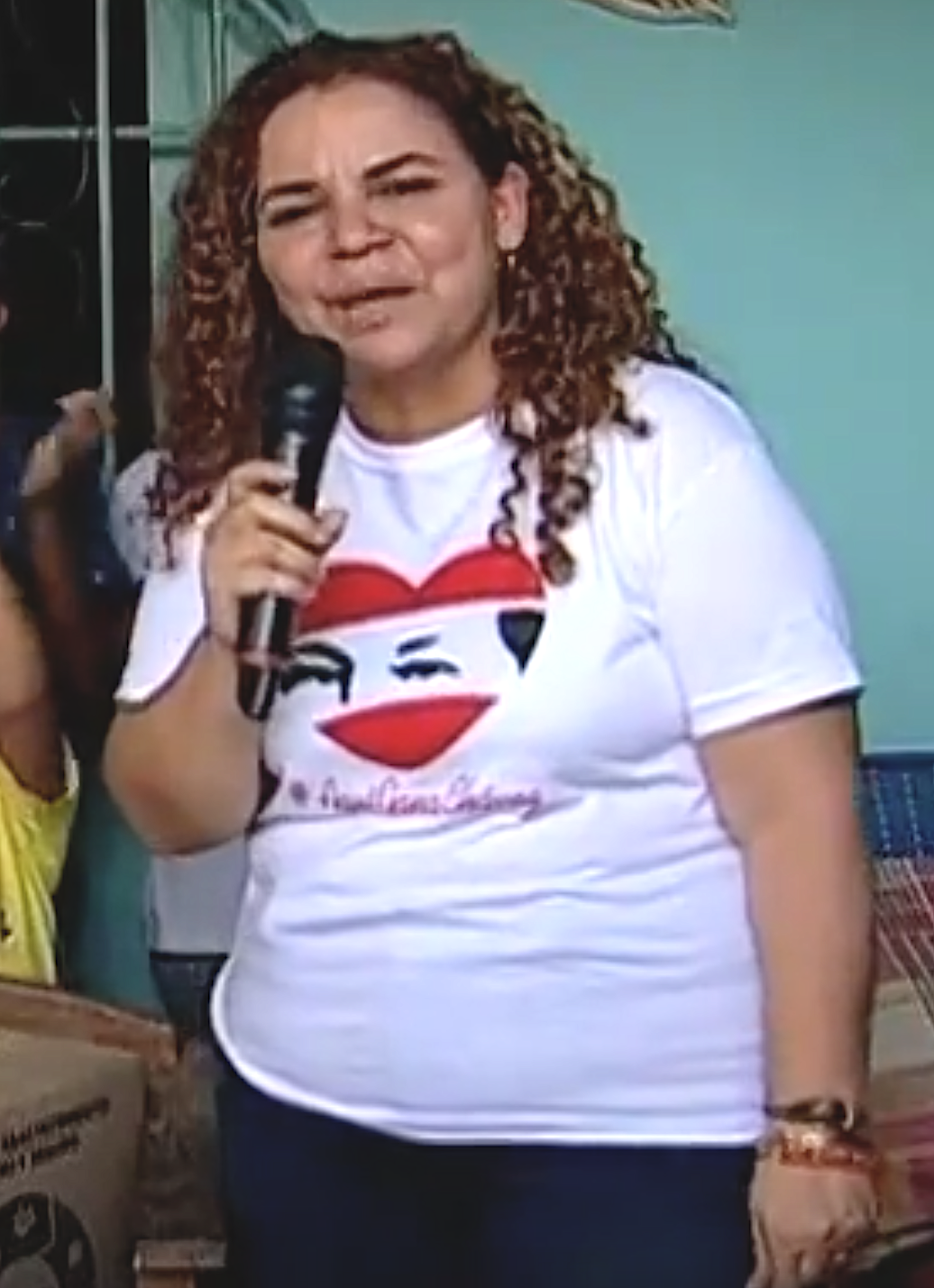
Iris Varela en 2017.

Varela militó en Antes de iniciarse en la vida política, se inscribió a los 13 años en el Partido Comunista de Venezuela (PCV) en San Cristobal obteniendo su primer carnet de la juventud de dicho partido antes de entrar como miembro fundador del Movimiento Bolivariano Revolucionario - 200 (MBR200) en el estado Táchira y en los pueblos fronterizos de los estados Mérida, Barinas, Trujillo y Zulia; Igualmente fue directora nacional y coordinadora por el estado Táchira del Movimiento V República, partido fundado por el presidente Hugo Chávez, con el cual gana las elecciones presidenciales de 1998. Actualmente es militante y miembro del equipo político del PSUV en el estado Táchira.
El 21 de abril de 2013, en cadena nacional, es reafirmada como Ministra de Servicios Penitenciarios del Gobierno Bolivariano de Venezuela para el gobierno de Nicolás Maduro cargo del que fue relevada en junio de 2017 para optar por un puesto en la Asamblea Nacional Constituyente. Y al que regresa en enero de 2018.

## Asamblea Nacional de Venezuela
Iris Varela fue elegida como constituyente a la Asamblea Nacional Constituyente en el año 1999, la cual tenía como objetivo principal la redacción de una nueva constitución que refundaría el Estado, dándole un carácter social e incluyendo la visión de una democracia participativa y protagónica; desde allí, la diputada Varela promovió la eliminación de la Cámara del Senado para generar la estructura unicameral actual de la Asamblea Nacional de Venezuela.
A partir de entonces, fue elegida diputada a la nueva Asamblea Nacional por el estado Táchira en tres períodos consecutivos: 2000-2005, 2006-2011 y finalmente 2011-2016.
Como diputada a la Asamblea Nacional se desempeñó como presidente de la Comisión Ordinaria para el Estudio de los Tratados, Acuerdos y Convenios de Integración, como vicepresidente de la Comisión Permanente de Política Interior, coordinadora de la Comisión de Defensa de la Ley Orgánica sobre los estados de excepción, promotora de la Ley de Defensa Pública, responsable por la Comisión de Política Interior del proyecto de Ley de Policía Nacional de Venezuela y presidente de la Comisión Especial para investigar los asesinatos de personas en condición de calle en el área metropolitana de Caracas.
En julio de 2011, atendiendo la crisis carcelaria del país, es designada Ministra del Poder Popular para el Servicio Penitenciario por el Ejecutivo Nacional, separándose de su investidura parlamentaria a tan solo siete meses de haberse juramentado como diputada para el actual período legislativo.

## Controversias
Varela ha sido señalada por su presunta amistad con el ya fallecido criminal venezolano Teófilo Rodríguez, más conocido como «El Conejo». Varela argumentó que por su trabajo como Ministra de Servicios penitenciarios se ha tomado fotos con miles de presos y advirtió de que podría demandar a quien la difame por ese asunto.
En febrero de 2019, un día después de que efectivos de seguridad del Estado quemaran varios camiones con ayuda humanitaria gestionada por el parcialmente reconocido presidente interino Juan Guaidó conjuntamente con otros países, Varela se plantó junto con varios civiles armados en el puente internacional Francisco de Paula Santander que comunica a Venezuela con Colombia. Según la ONG Control Ciudadano, la presencia de Varela junto con civiles armados representaba una violación a las leyes venezolanas, pues ella no posee competencia en materia de orden público ni defensa de la nación. El tipo de armamento portado por los acompañantes de Varela también era violatorio de las leyes, pues éstas eran armas letales prohibidas por la Ley Orgánica del Servicio de Policía y del Cuerpo de Policía Nacional, para el control del orden público; para estos casos la ley solo permite el uso de armas no letales. Otra irregularidad detectada por la ONG era que los civiles armados no estaban identificados como funcionarios de cuerpos de seguridad del Estado, quienes son los únicos facultados para portar el tipo de armas que tenían los acompañantes de Varela.
En mayo de 2022, el gobierno argentino prohibió la entrada de Iris Varela al país debido a las graves denuncias de corrupción y violaciones a los derechos humanos en su contra.
Durante su gestión como ministra de Asuntos Penitenciarios, Varela fue acusada de solicitar 30 mil rifles para armar a prisioneros y formar un “ejército privado” con el objetivo de defender la revolución.